# Osvaldo Borsani

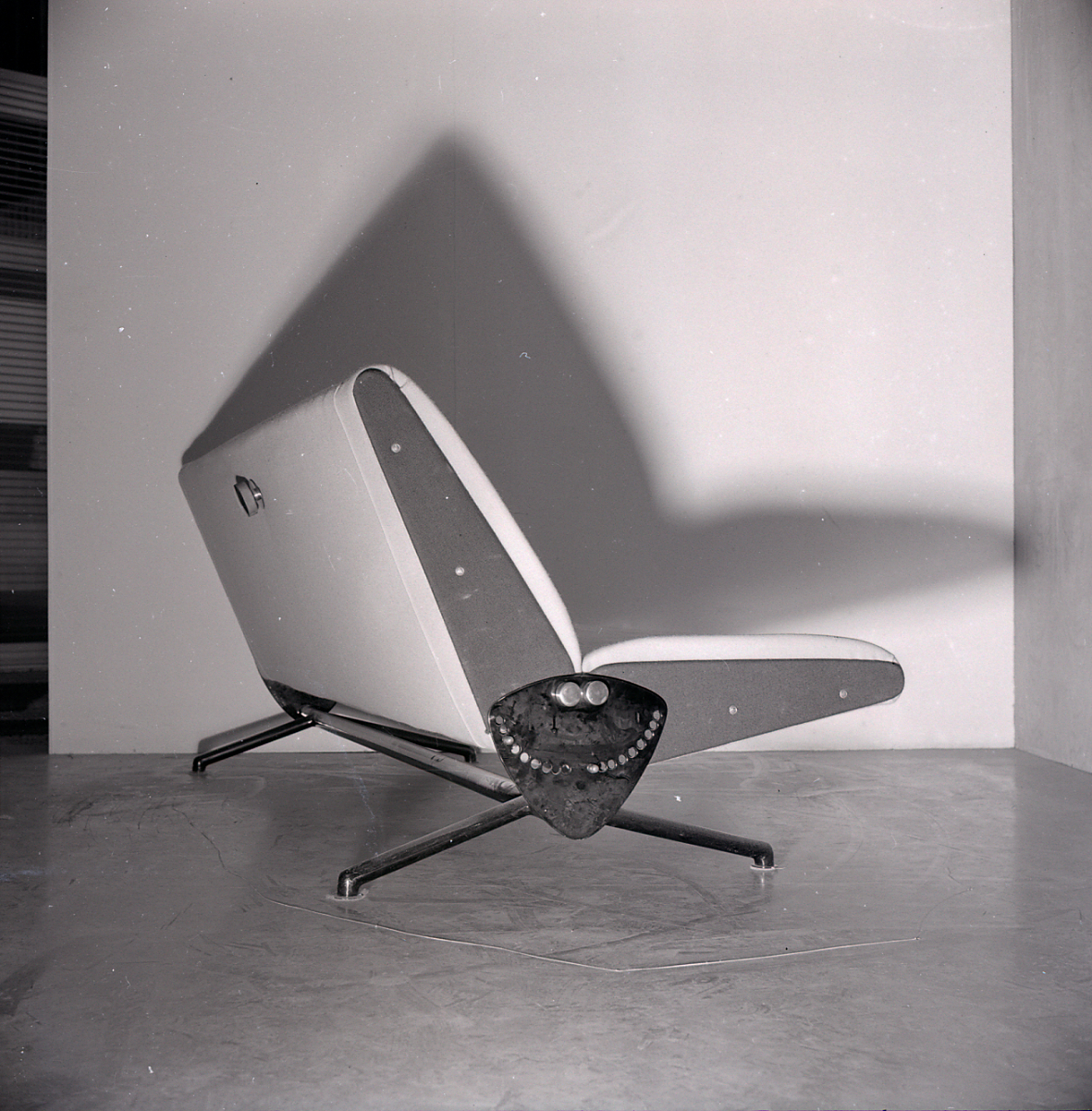
Osvaldo Borsani, arredi per la ditta Tecno. Foto di Paolo Monti, 1954.

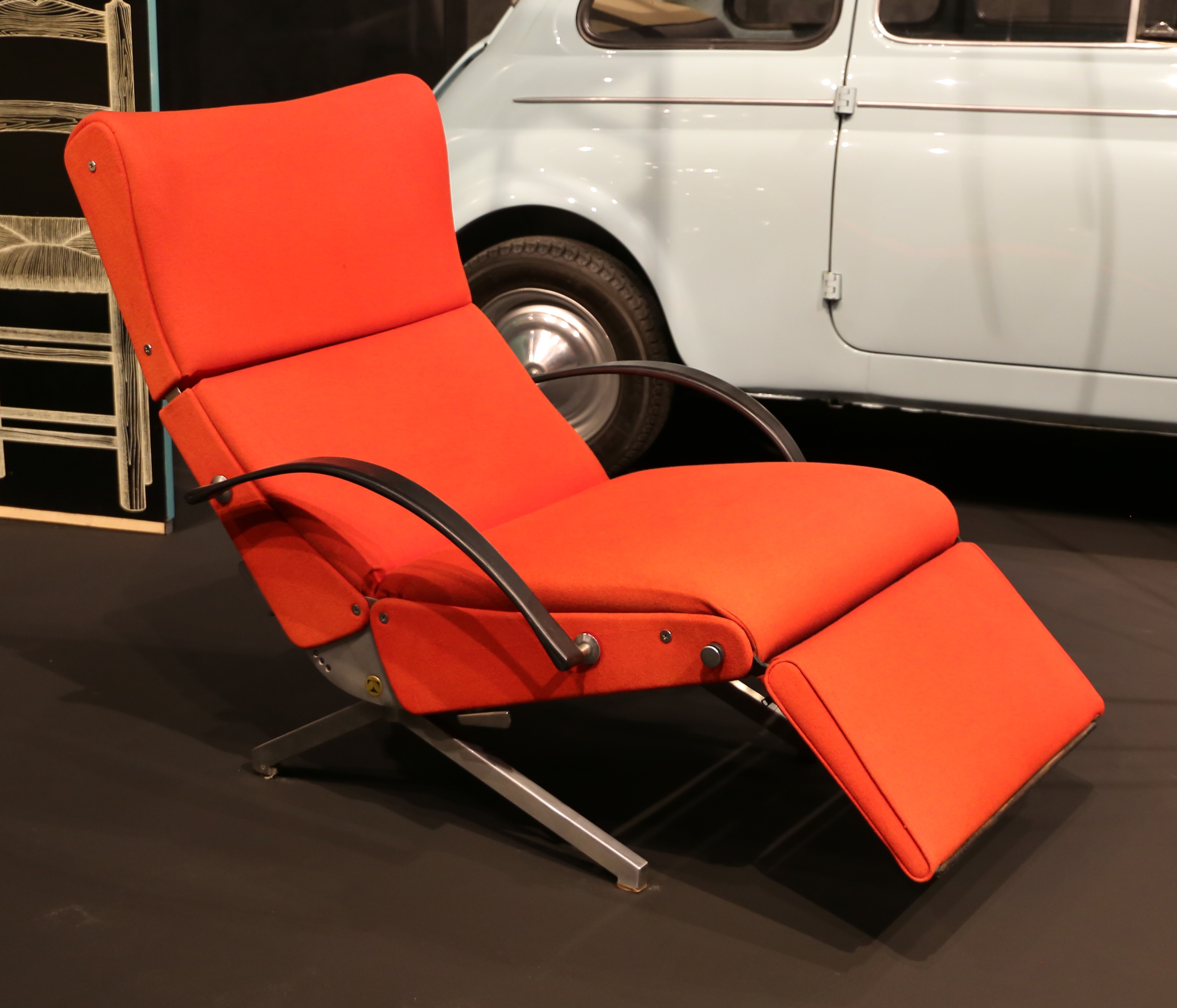
Osvaldo Borsani, arredi per la ditta Tecno.

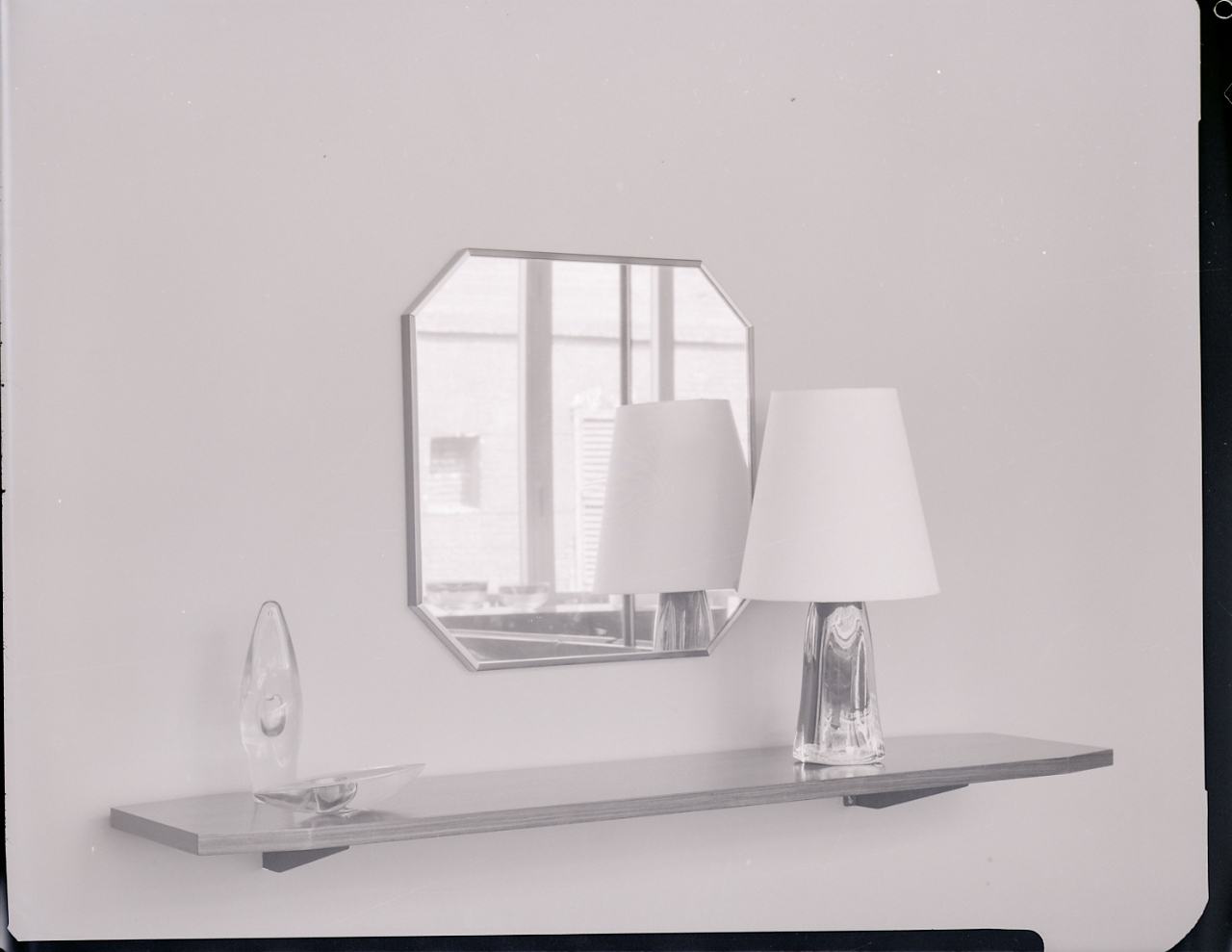
Osvaldo Borsani, arredi per la ditta Tecno. Foto di Paolo Monti.

Osvaldo Borsani (Varedo, 17 agosto 1911 – Milano, 16 aprile 1985) è stato un architetto, designer e imprenditore italiano, fondatore dell'azienda Tecno.

## Biografia
Osvaldo Borsani nasce a Varedo in Brianza nel 1911 da una famiglia di costruttori di mobili con una lunga e consolidata tradizione artigiana; comincia all'età di sedici anni a collaborare con l'Atelier di Varedo, l'azienda fondata dal padre Gaetano. Nel 1931 ottiene il diploma di maturità artistica presso l'Accademia di Belle Arti di Milano. Nello stesso anni si iscrive al primo anno del Biennio di Architettura, per poi laurearsi nel 1936, presso il Politecnico di Milano.
Nel 1933 partecipa alla V Triennale di Milano con il progetto per la Casa minima, che viene premiato con la medaglia d'argento.
La fisionomia professionale di Borsani coniuga l'indagine sulla qualità dei materiali alla passione per la tecnologia e all'interesse per la creatività e le esperienze artistiche d'avanguardia. È proprio questo interesse che lo porta, fin dal dopoguerra, a stringere legami d'amicizia e di collaborazione professionale con numerosi artisti, fra cui Lucio Fontana, Agenore Fabbri, Aligi Sassu, Roberto Crippa, Fausto Melotti, Arnaldo e Giò Pomodoro.
Nel 1953 fonda insieme al fratello Fulgenzio la ditta Tecno con lo scopo di trasformare l'azienda famigliare artigianale in una realtà industriale. La realizzazione di arredi speciali e di forniture su disegno viene così ad assumere una dimensione più contenuta in favore dell'avvio di una produzione di arredi in serie. A rafforzare questa impostazione nel 1968 Osvaldo Borsani con Eugenio Gerli progetta il sistema Graphis che inaugura un nuovo modo di concepire lo spazio per il lavoro. Negli anni settanta con l'ampliamento delle linee di produzione e degli spazi industriali nasce il Centro Progetti Tecno che, sotto la guida di Osvaldo Borsani, di sua figlia Valeria Borsani e del di lei marito Marco Fantoni, estende la ricerca progettuale alle varie tipologie di edifici d'interesse pubblico e agli spazi urbani.
Muore a Milano nel 1985.
Opere di Osvaldo Borsani, prodotte dalla Tecno, sono esposte nei seguenti musei: Museum of Modern Art di New York e San Francisco, Victoria and Albert Museum di Londra, Centre Pompidou di Parigi, Neue Sammlung di Monaco di Baviera, Triennale di Milano, Musée des arts décoratifs di Montréal.

Osvaldo Borsani, arredi per la ditta Tecno. Foto di Paolo Monti.
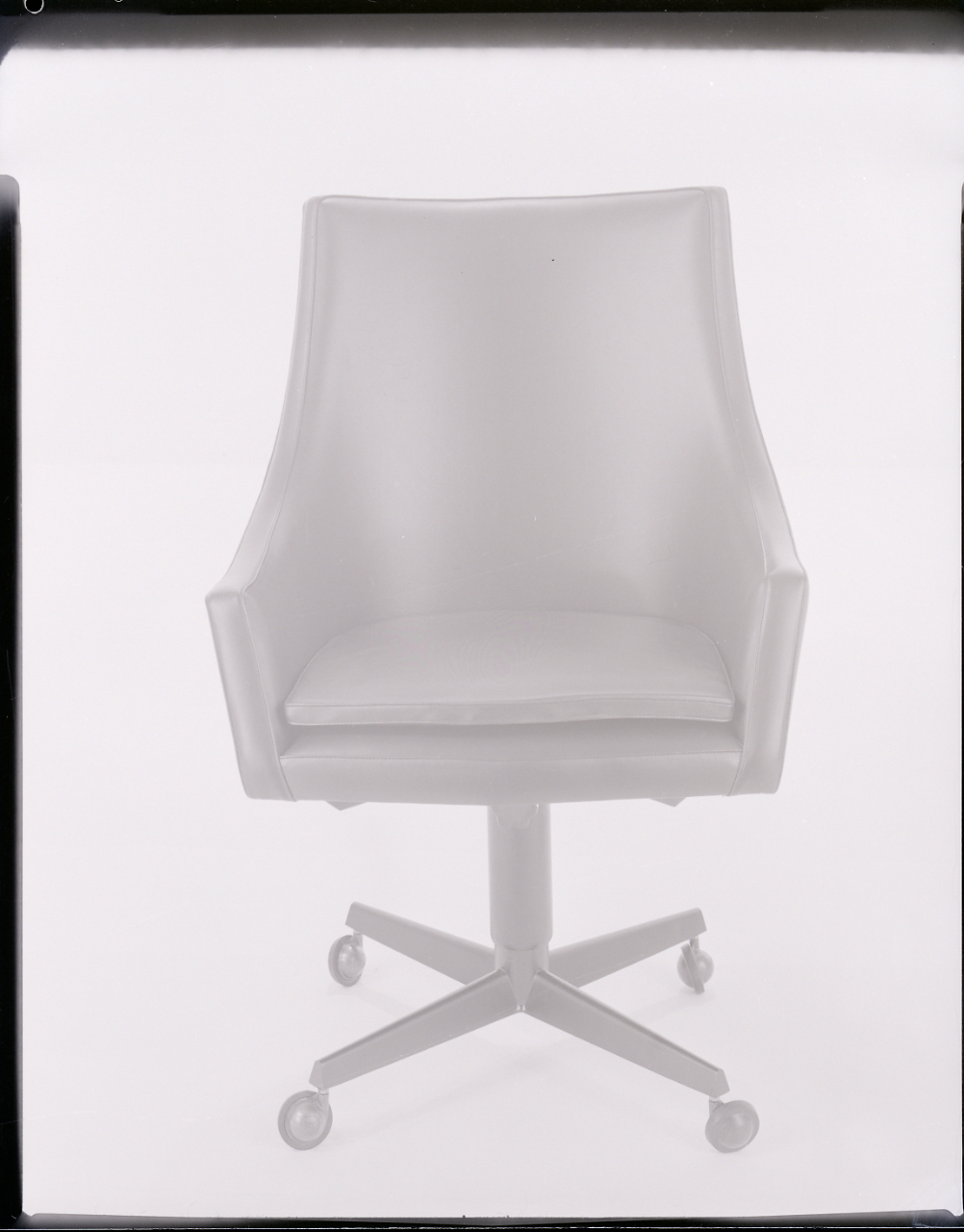
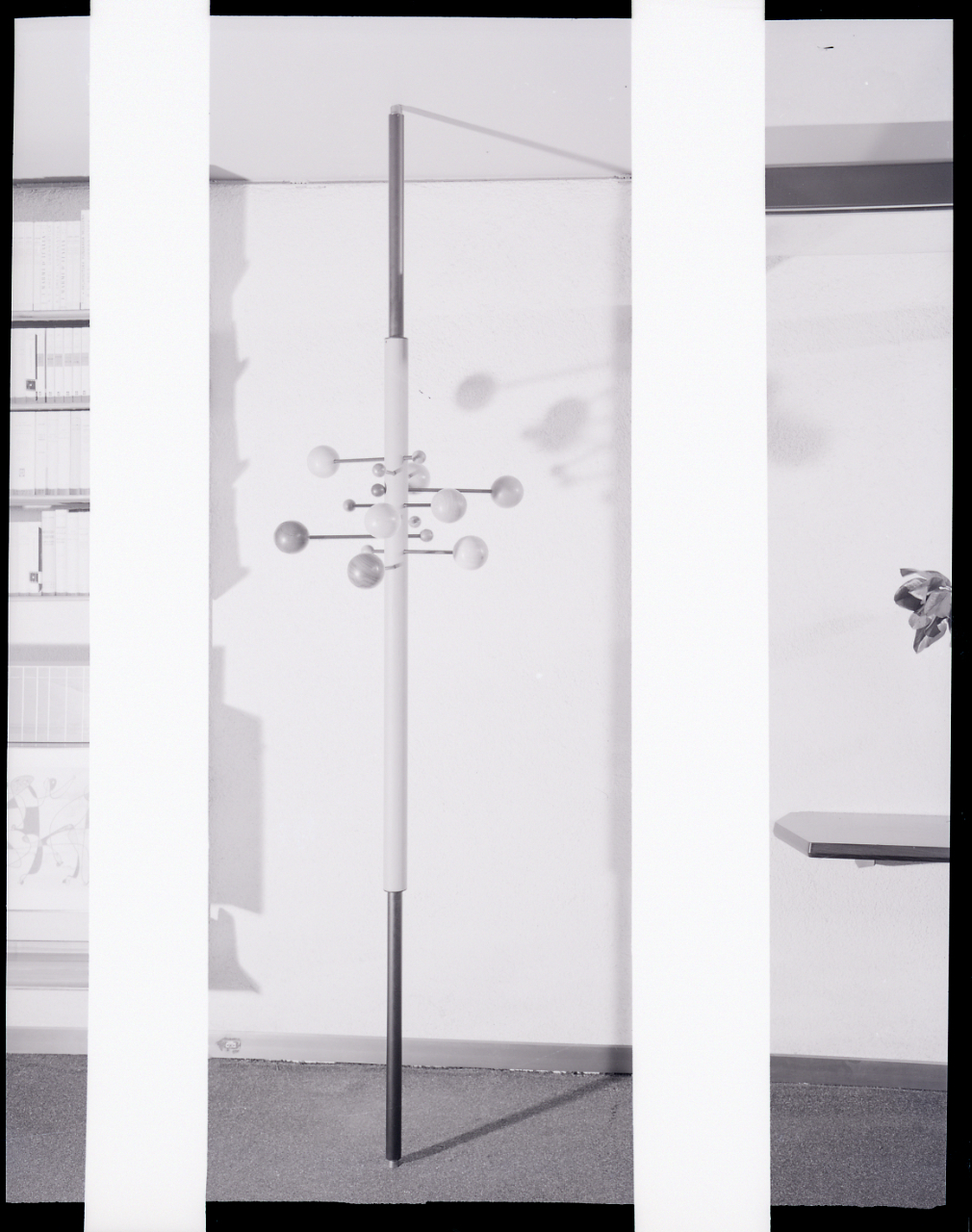
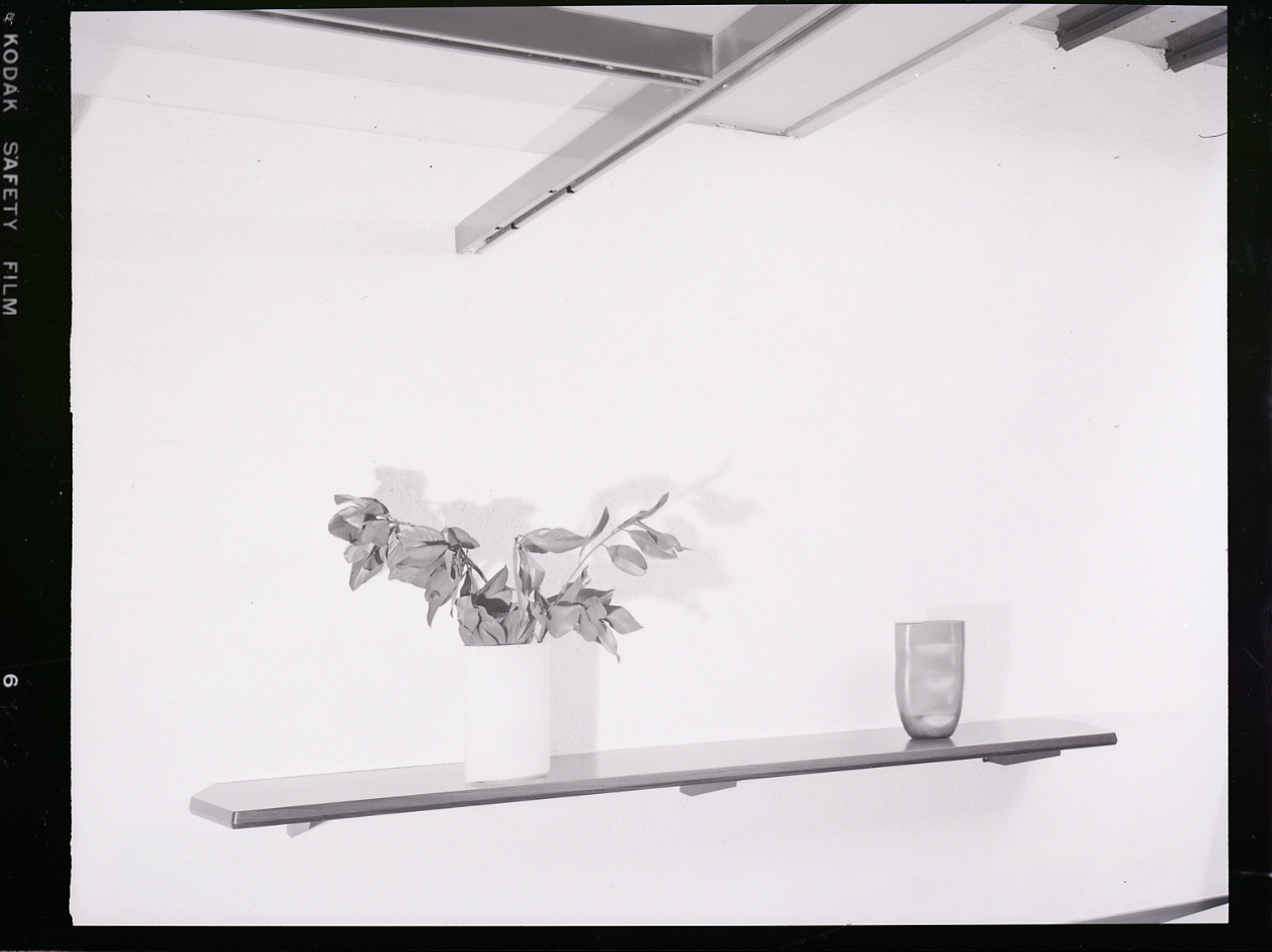

## Archivio
Il fondo Osvaldo Borsani comprende la documentazione relativa ai progetti d'architettura d'interni e di disegno industriale redatti dall'architetto dal 1933 al 1985 (dalla seconda metà degli anni settanta i progetti sono firmati dall'ufficio tecnico aziendale della società Tecno diretto e coordinato dallo stesso Borsani). Sono, inoltre, conservati alcuni disegni del padre Gaetano Borsani, relativi agli anni venti e Trenta.